# Birte Thyssen
Birte Agnete Thyssen (født 18. august 1941) er en dansk politiker fra partiet Venstre, der fra 1990 til 2001 var borgmester i Nørre-Rangstrup Kommune.
Thyssen blev valgt til kommunalbestyrelsen i 1981. Ved valget i 1989 blev hun valgt til Venstres spidskandidat, efter at den siddende borgmester, Chresten Jacobsen meddelte, at han ikke genopstillede. Efter valget blev hun konstitueret som borgmester. I 1999 meddelte Thyssen, at hun ikke genopstillede som borgmester ved kommunalvalget i 2001. Ole Østvig Nissen blev efterfølgende valgt både som Venstres spidskandidat og senere også som ny borgmester.
Som et kuriosum kan nævnes, at Birte Thyssen har fået en vej i Toftlund opkaldt efter sig; Birte Thyssens Vej. Dermed er hun ét af få eksempler på personer, der får en gade eller plads opkaldt efter sig, mens personen stadig er i live. Normalt opkaldes pladser og veje nemlig først, når personen er afdød.